# Бекорюковы
Бекорюковы (Бекарюковы) — русский дворянский род.
Происхождение этого рода неизвестно. Можно сказать только, что в 1543 году Семен, Алексей и Павел Бекорюковы были жалованы поместьями. В XVII веке Прокопий Тихонович Бекорюков числился в дворянах московских. В списке владельцев населенных имений в 1699 году находится один Бекорюков.
Род Бекорюковых был записан Герольдией в VI часть Дворянских родословных книг Харьковской и Воронежской губерний Российской империи.
Фамилия Бекорюков произошла от тюркского слова: горбун, горбатый.

## Описание герба
Щит разделен на четыре части, из них в первой части, в серебряном поле, изображено красное сердце с пламенем, пронзенное золотой шпагой. Во второй части, в голубом поле, виден выходящий из левого верхнего угла золотой луч. В третьей и четвёртой части, в красном и чёрном полях, положена куча серебряных бомб, имеющая вид пирамиды, и из них верхняя бомба испускает пламя.
На щите дворянский коронованный шлем. Нашлемник: три страусовых пера. Намёт на щите серебряный и красный, подложенный чёрным и золотом. Герб рода Бекорюковых внесен в Часть 6 Общего гербовника дворянских родов Всероссийской империи, стр. 24